# Torquato Tasso (Goethe)

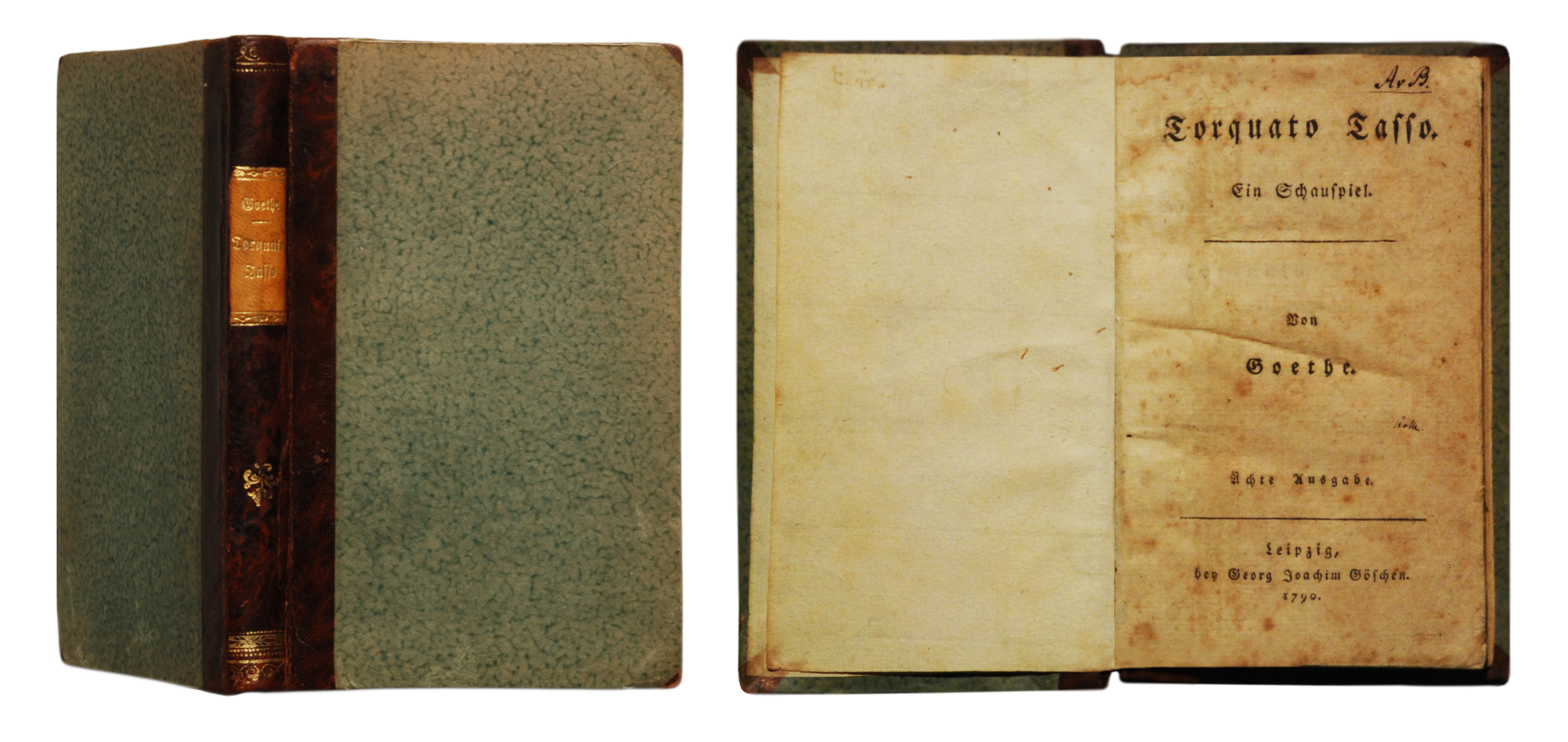
Titelblatt des Erstdrucks und zeitgenössischer Einband

Torquato Tasso ist ein Schauspiel in fünf Aufzügen von Johann Wolfgang von Goethe, das den italienischen Dichter Torquato Tasso (1544–1595) in den Mittelpunkt der Handlung stellt. Das Stück, das sich streng an die klassische Regel von den drei Einheiten des Orts, der Zeit und der Handlung hält, entstand zwischen dem 30. März 1780 und dem 31. Juli 1789. Im Februar 1790 lag das Werk im Druck vor, wurde aber erst am 16. Februar 1807 in Weimar uraufgeführt.

## Überblick
Das Stück spielt an einem Frühlingstag (um das Jahr 1577), Schauplatz ist Belriguardo, ein Lustschloss von Alfons II., dem Herzog von Ferrara. Thema des Dramas ist – neben der Liebe des jungen Tasso zur Prinzessin von Este, der Schwester des Herzogs – die Rolle des Dichters in der höfischen Gesellschaft. Wenn Tasso sagt: „Einen Herrn / Erkenn ich nur, den Herrn, der mich ernährt, / Dem folg ich gern, sonst will ich keinen Meister. / Frei will ich sein im Denken und im Dichten! / Im Handeln schränkt die Welt genug uns ein.“, so meint er mit dem Herrn den Herzog, mit dem Meister den Staatssekretär Antonio Montecatino und mit der Welt den Fürstenhof. Abweichend von der klassischen Dramentheorie erlebt Tasso keine Katharsis, seine Probleme bleiben ungelöst. Goethes Stück gilt heute als eines der ersten Künstlerdramen der Literatur.

## Handlung
Erster Aufzug

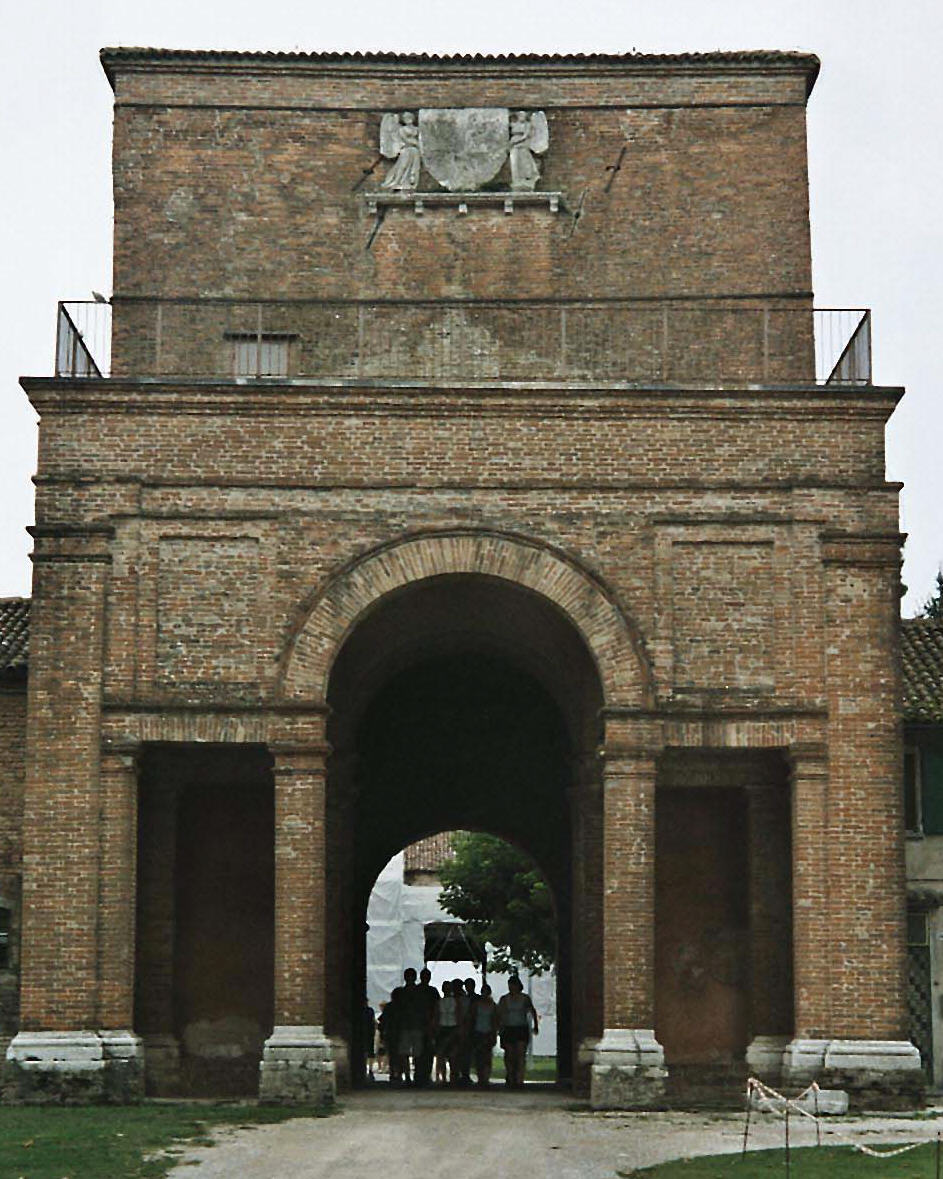
Eingangsportal zum „Lustschloss“ Belriguardo in Voghiera bei Ferrara

Die Prinzessin und die Gräfin von Scandiano, Leonore Sanvitale, bekränzen die Statuen des Vergil und des Ariost. Dabei unterhalten sie sich über Tasso. Leonore schildert den Poeten:
Sein Auge weilt auf dieser Erde kaum;…
Das weit Zerstreute sammelt sein Gemüt,
Und sein Gefühl belebt das Unbelebte.
Oft adelt er, was uns gemein erschien,
Und das Geschätzte wird vor ihm zu nichts.
In diesem eignen Zauberkreise wandelt
Der wunderbare Mann und zieht uns an.
Der Herzog kommt hinzu und prognostiziert zum Problem Tasso:
Die Menschen fürchtet nur, wer sie nicht kennt
Und wer sie meidet, wird sie bald verkennen.
Das ist sein Fall, und so wird nach und nach
Ein frei Gemüt verworren und gefesselt.
Im Verlaufe der Handlung wird sich zeigen, dass dies alles genau mit Tasso geschehen wird. Der Herzog lässt aber Tasso in Ruhe und bittet auch die Damen: Stört ihn, wenn er denkt und dichtet, in seinen Träumen nicht.
Tasso kommt und übergibt dem Herzog sein neuestes poetisches Werk. Der Herzog ist entzückt und winkt seiner Schwester. Die Prinzessin nimmt Vergils Kranz, und Tasso empfängt kniend die schöne Last auf sein schwaches Haupt. Leonore applaudiert. Der Zuschauer weiß zu Beginn der Aufführung noch nicht, warum diese Begebenheit außergewöhnlich ist und warum Tasso den Kranz eigentlich nicht mag. Der Zuschauer denkt höchstens: Vorschusslorbeeren?
Indessen kommt Antonio von einem längeren Rom-Aufenthalt zurück. Der Weltmann weilte in des Herzogs diplomatischem Dienst in der Metropole und hatte Erfolg. Die Auszeichnung Tassos spielt er als wenig bedeutungsvoll herunter und lobt dagegen ausführlich, dass auch die Statue Ariostens geehrt wurde. Die Prinzessin ergreift Partei für Tasso und meint, Antonio werde ihn besser zu würdigen wissen, wenn er Tassos Leistungen kennengelernt habe. Der Herzog nimmt Antonio beiseite, will von Rom hören. Tasso geht mit den Damen.
Zweiter Aufzug
Aus dem Zwiegespräch zwischen Tasso und der Prinzessin erfährt der Zuschauer, weshalb die Prinzessin Tasso schätzt. Die Prinzessin war todkrank. Als sie langsam genas, war es Tasso, der ihr unbekannt entgegentrat. Und Es fingen schöne Zeiten damals an. Tasso liebt die Prinzessin. Seine Liebeserklärung gipfelt in dem Satz: Erlaubt ist, was gefällt. Zu seinem Leidwesen weist ihn die Prinzessin in seine Schranken: Erlaubt ist, was sich ziemt. Doch ist nicht alles verloren, denn die Prinzessin hat keinen Bräutigam: Noch weiß ich kein Verhältnis, das mich lockte. Ermutigt entgegnet Tasso: Das göttlichste erfuhr ich nur in dir. Aber als er weiter auftrumpft, kommt die Ernüchterung: Nicht weiter, Tasso!
Die Prinzessin wünscht, Tasso und Antonio mögen Freunde sein. Tasso kommt dem Wunsch stürmisch nach und trifft auf einen reservierten Antonio. Tasso bittet unausgesetzt um gut Wetter: Hier ist meine Hand! Schlag ein! Doch Antonio beleidigt Tasso so lange, bis der Dichter den Degen blank zieht. Dies ist die schiere Unmöglichkeit an einem Fürstenhof, der sich als gewaltfreier Bezirk versteht. Das muss der Herzog bestrafen. Die Strafe fällt milde aus: Tasso! bleib auf deinem Zimmer. Tasso nimmt die Strafe ernster, als der Herzog sie gemeint hat. Der Herzog ist um Vermittlung bemüht und fordert Antonio auf: Stelle die Ruhe wieder her. Zuvor soll Leonore (Sanvitale), so empfiehlt der Herzog weiter, Tasso Mit zarter Lippe zu besänftgen suchen.
Dritter Aufzug
Den beiden letztgenannten Wünschen des Herzogs wird nun entsprochen. Leonore (Sanvitale) deutet an, was sie an Tasso interessant findet und erklärt, sie, Leonore, wolle mit ihm nach Rom oder Florenz gehen und könnte auf sein Gemüt als eine Freundin wirken. Die Prinzessin will sich aber Tasso nicht wegnehmen lassen, denn
Ich mußt ihn lieben, weil mit ihm mein Leben
Zum Leben ward, wie ich es nie gekannt.
Als Leonore allein ist, kommt ans Licht, weshalb sie der Prinzessin Tasso abspenstig machen will. Leonore besitzt fast alles: Gemahl und Sohn und Güter, Rang und Schönheit. Aber, fragt sie sich Was fehlt dir noch? Ihre Antwort: Das, was vergänglich ist, bewahrt sein [Tassos] Lied. Die Dame ist auf den eigenen Nachruhm aus.
Als Antonio, vom Herzog ausgeschickt, die Szene betritt, will Leonore (Sanvitale)sehn, ob wir ihn zähmen können. Doch Antonio setzt Tasso weiter herab: Die letzten Enden aller Dinge will sein Geist zusammenfassen; das gelingt kaum einem unter Millionen Menschen. Dennoch wolle er Tasso bei Hofe dulden. An ihm solle es nicht liegen. Dann sagt er Leonore genau, was sie tun soll. Leonore soll zu Tasso hingehen und ihn ruhigstellen. Hernach wolle Antonio selbst zu Tasso aufs Zimmer und mit ihm reden.
Vierter Aufzug
Tasso, auf Weisung des Herzogs in seinem Zimmer harrend, glaubt, die Prinzessin sei sein. Als Leonore (Sanvitale) im Auftrag Antonios kommt, verhehlt er ihr die Kränkung nicht, die er von dem schroffen Mann erfahren hat. Als Tasso wieder allein ist, erklärt er sich ihr Verhalten so: Nun kommt sie als ein Werkzeug meines Feindes, sie schleicht heran und zischt mit glatter Zunge, die kleine Schlange, zauberische Töne. Ihr Angebot, mit ihr nach Florenz zu gehen, nimmt er nicht an. Ich will hinweg, und weiter, als ihr denkt.
Antonio sucht Tasso in seinem Zimmer auf, bringt ihm die Freiheit wieder und rät ihm, den Hof nicht zu verlassen. Vollende hier dein Werk, hier ist dein Platz. Tasso besteht darauf, er will nach Rom. Entweder er oder Antonio soll den Herzog darum bitten. Antonio hält nichts von dieser Idee, doch er geht.
Wie zuvor Tasso Leonore durchschaut hat, so glaubt er nun auch Antonio zu durchschauen. Er [Antonio] spielt den Schonenden, den Klugen, daß man nur recht krank und ungeschickt mich finde, bestellet sich zum Vormund, daß er mich zum Kind erniedrige. Die Ankunft dieses Manns hat sein ganz Geschick zerstört, überlegt Tasso. Und was das Schlimmste für ihn ist, Auch du! Geliebte Fürstin, du entziehst dich mir! In diesen trüben Stunden hat sie mir kein einzig Zeichen ihrer Gunst gesandt.
Fünfter Aufzug

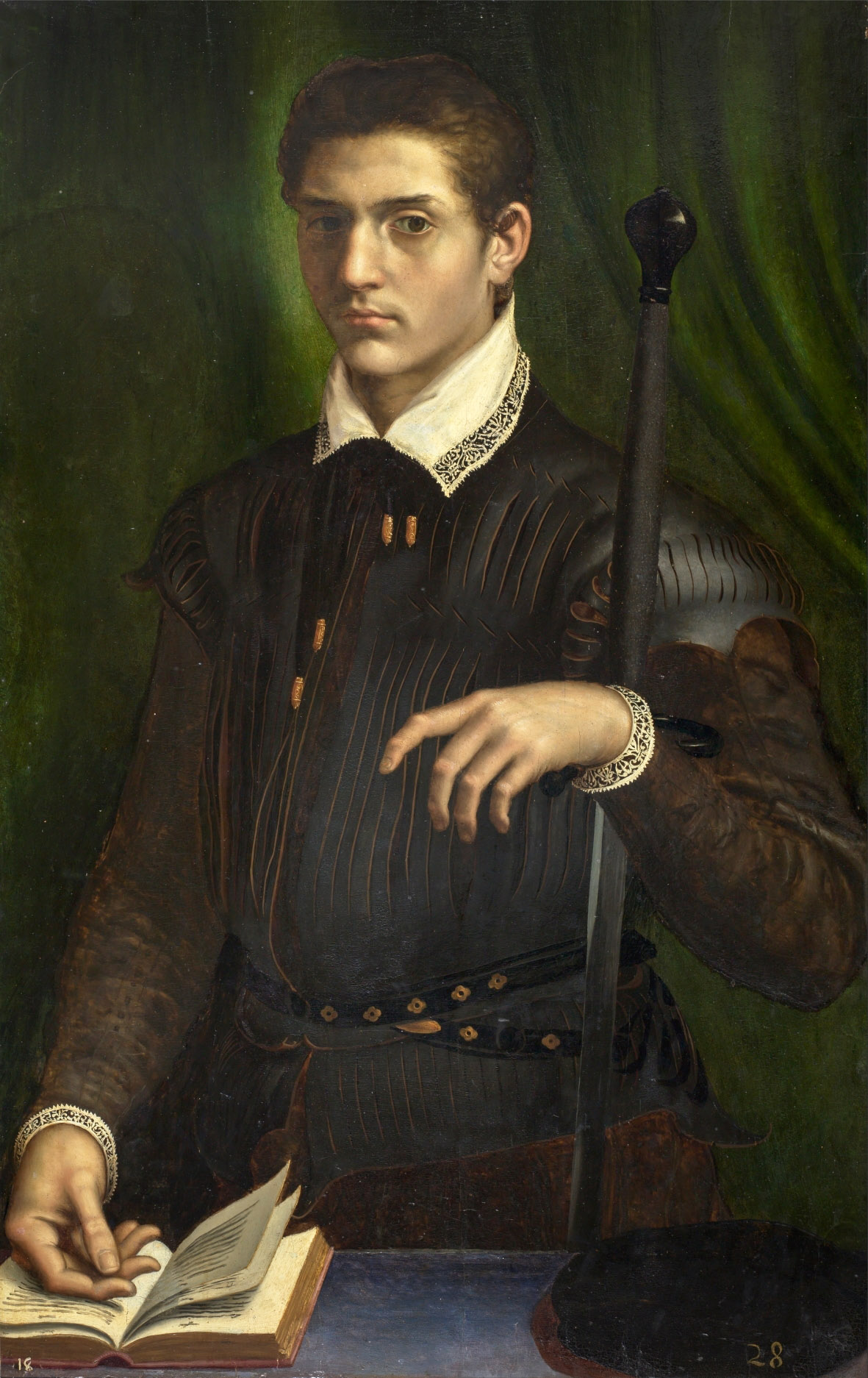
Alfons II. Herzog von Ferrara

Antonio teilt dem Herzog Tassos Wunsch mit. Eigennützig will der Herzog Tasso nicht an benachbarte italienische Herrscher verlieren. Antonio hält dem Herzog alle schlechten Eigenschaften Tassos vor. Während Antonio Tasso zum Bleiben am Hofe riet, rät er dem Herzog, Tasso nach Rom zu entlassen, denn sein launisch Mißbehagen ruht auf dem breiten Polster seines Glücks.
Tasso erbittet vom Herzog sein letztes poetisches Werk zurück, weil er in Rom daran feilen möchte. Der Herzog betrachtet das Gedicht als sein Eigentum. Er denkt nicht an Rückgabe, sondern verspricht eine Kopie. Spätestens jetzt ahnt der Zuschauer, weshalb Tasso eingangs den Lorbeerkranz nicht mochte. Der Dichter fühlt sich unverstanden, allein gelassen. Tasso hält sein Werk für verbesserungsbedürftig. Der kunstsinnige Herzog missbraucht das schöne Gedicht zur Selbstdarstellung. Die Prinzessin, die Tasso so liebt, versteht ihn anscheinend auch nicht, wenn sie zu ihm sagt: Dir kann man nichts mehr geben, denn du wirfst unwillig alles weg, was du besitzest. Diese Leidenschaft, diese Raserei, bringt Tasso zur Sprache, wenn er von seinem Glück spricht, also seiner Liebe zur Prinzessin. Die Prinzessin dämpft: Wenn ich dich, Tasso, länger hören soll, so mäßige die Glut, die mich erschreckt. Tasso aber hat bis zuletzt Hoffnung. So schwärmt er weiter; spricht seine Sehnsucht nach der Prinzessin aus. Das zweite außerordentliche Vorkommnis in diesem Schauspiel lässt nicht lange auf sich warten. Tasso fällt ihr in die Arme und drückt sie fest an sich. Unerhört, was sich Tasso wieder leistet. Das ist Majestätsbeleidigung. Die Prinzessin stößt ihn von sich und eilt hinweg. Der Herzog, der sich mit Leonore und Antonio langsam genähert hatte, sagt zu Antonio: Er kommt von Sinnen, halt ihn fest. Nun, da ihn die Prinzessin endgültig verlassen hat, ist Tasso so schrecklich allein. Diesen Verlust verwindet er nicht. Das dritte außerordentliche Vorkommnis in diesem Schauspiel hängt mit dem zweiten zusammen und folgt sogleich. Es ist die merkwürdigste seelische Äußerung im ganzen Stück und bürdet selbst dem gestandenen Zuschauer ein nahezu unlösbares Rätsel auf: Überraschend ergibt sich Tasso in sein Schicksal.
Und wenn der Mensch in seiner Qual verstummt,
Gab mir ein Gott, zu sagen, wie ich leide.
Bevor Tasso ganz verstummt, artikuliert er sein Weh in einer Klage – in dem Gleichnis von dem Fels und dem auf der Meereswoge strandenden Schiffer. Antonio, den er vormals als seinen Feind erkannte, soll nun auf einmal der rettende Fels sein, an dem der Schiffer Tasso eigentlich scheitern sollte, aber an den er sich nun klammert in der Seenot. Der Vorhang fällt.

## Zitate
Es bildet ein Talent sich in der Stille,
Sich ein Charakter in dem Strom der Welt. (Leonore, I,2)
So fühlt man Absicht, und man ist verstimmt. (Tasso, II,1)
Der Mensch erkennt sich nur im Menschen, nur
Das Leben lehret jedem, was er sei. (Antonio, II,3)
O blicke nicht nach dem, was jedem fehlt;
Betrachte, was noch einem jeden bleibt! (Leonore, III,2)
Wir hoffen immer, und in allen Dingen ist besser hoffen als verzweifeln. (Antonio, III,4)
Des Lebens Mühe lehrt uns allein des Lebens Güter schätzen. (Antonio, V,1)
Und wenn der Mensch in seiner Qual verstummt,
Gab mir ein Gott zu sagen, wie ich leide. (Tasso, V,5)

## Entstehung
Goethe lernte Tassos Hauptwerk Das befreite Jerusalem durch eine 1744 publizierte deutschsprachige Übersetzung kennen, die sich im Besitz seines Vaters befand. Die Einleitung des Herausgebers Johann Friedrich Kopp und Aufsätze Wilhelm Heinses in der Zeitschrift Iris gaben ihm Bezug zu Tassos Biografie.
Im März 1780 begann Goethe mit der Niederschrift des Stückes, im November desselben Jahres beendete er den ersten Akt. Nach monatelanger Unterbrechung nahm der Autor die Arbeiten am 19. April 1781 wieder auf und trug Herzogin Luise am 25. August im Tiefurt die beendeten Abschnitte vor. Ein heute verschollenes Manuskript erhielt auch Barbara Schulthess.
Auf seiner Italienreise besuchte Goethe Tassos angebliches Gefängnis in Ferrara und besichtigte in Sant’Onofrio al Gianicolo auch eine Abbildung von dessen Totenmaske. Im Frühjahr 1788 las er Pierantonio Serassis Tasso-Biografie, wodurch die Arbeit an dem Manuskript neuen Auftrieb erhielt. Um den Jahreswechsel 1788/89 konsultierte Goethe auch mehrmals Karl Philipp Moritz aufgrund von Formfragen. 1789 wurde das Drama letztlich beendet und 1790 im sechsten Band der bei Georg Joachim Göschen erschienen Werkausgabe publiziert. Die letzten Zeilen daran schrieb Goethe auf Belvedere bei Weimar.
Einer Bühnenfassung stand der Autor kritisch gegenüber und sah sein Stück als „theaterscheues Werk“ an. Die zur Uraufführung verwendete gekürzte Fassung schrieb Goethe möglicherweise nur aufgrund des Drängens der beteiligten Schauspieler.

## Interpretationen

### Die „Verrücktheit“ von Goethes Tasso

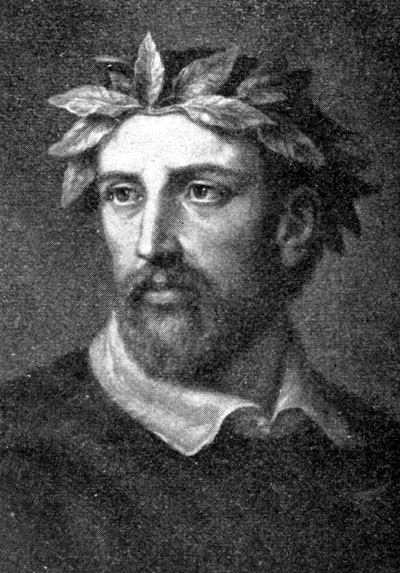
Torquato Tasso

Nach Ende des fünften Aufzugs sitzt der Zuschauer betroffen und möchte den Sinneswandel verstehen, der sich darin offenbart, dass Tasso ausgerechnet bei Antonio Halt finden soll.
Zunächst bietet sich die einfache Auslegung des Herzogs an: Tasso soll „von Sinnen gekommen“, also wahnsinnig geworden sein. Eine andere Interpretation wäre, dass Tasso kapituliert hat und dem eigentlichen Sieger gegenüber eine typische Demutshaltung einnimmt (analog der des Wolfs, der dem überlegenen Rivalen im Zweikampf die Kehle zum Zubeißen darbietet).
Zuvor hat Tasso ständig versucht, gegen die Normen der höfischen Gesellschaft zu rebellieren, d. h. seine „Gedanken ohne Maß und Ordnung“ zur Geltung zu bringen, gemäß dem Motto: „Erlaubt ist, was gefällt“. Bereits in der Spaziergangszene weist ihn die Prinzessin mit den Gegenworten zurecht: „Erlaubt ist, was sich ziemt“. Die „goldene Zeit“, die Tasso wiederherstellen will, ist für sie ein bloßer Topos, der es ihr erlaubt, ins Schwärmen über die „gute, alte Zeit“ zu geraten. Tasso hingegen will die mit dem Topos verbundenen Ideale in der Wirklichkeit umsetzen. Sein ungeschickter Versuch, um die Prinzessin zu werben, macht ihm jedoch deutlich, dass sein Traum an der höfischen Wirklichkeit zerplatzt ist, und der Schluss zeigt, dass Tasso das eingesehen hat. Demnach brächte der Schluss nicht Tassos Irrsinn, sondern seine tiefe Verzweiflung und Resignation zum Ausdruck.

### Autobiographische Bezüge
Bei der Lektüre bzw. beim Betrachten von Goethes Torquato Tasso stellt sich unweigerlich die Frage, ob Goethe mit Tasso sich selbst, mit der Prinzessin die Frau von Stein und mit dem Hof der Este den Weimarer Hof meint. Goethe lebte seit dem 7. November 1775 am Weimarer Hofe; in seinem Drama führt er dem Publikum die Einschränkungen vor, denen der feinfühlige Dichter, der allein nach Vollendung im Werk strebt, von Seiten der schnöden Welt ausgesetzt sei.
1786 reiste Goethe von Karlsbad aus Hals über Kopf nach Italien ab. Hierüber berichtet er später in seinem Reisetagebuch Italienische Reise. In der Eintragung vom 16. Oktober 1786 ist der früheste Hinweis auf eine Beschäftigung Goethes mit dem historischen Torquato Tasso zu finden. Goethe unternahm in Ferrara, der ehemaligen Residenz der Este, den Versuch, Spuren nachzugehen, die der historische Torquato Tasso in deren Herrschaftsbereich hinterlassen hatte. Diesen Versuch gab er aber schnell auf. Auf seiner Reise hat sich Goethe im Oktober 1786 nur kurz in Ferrara aufgehalten; Belriguardo, den Schauplatz seines Dramas, hat er nie besucht.

#### Selbstzeugnisse

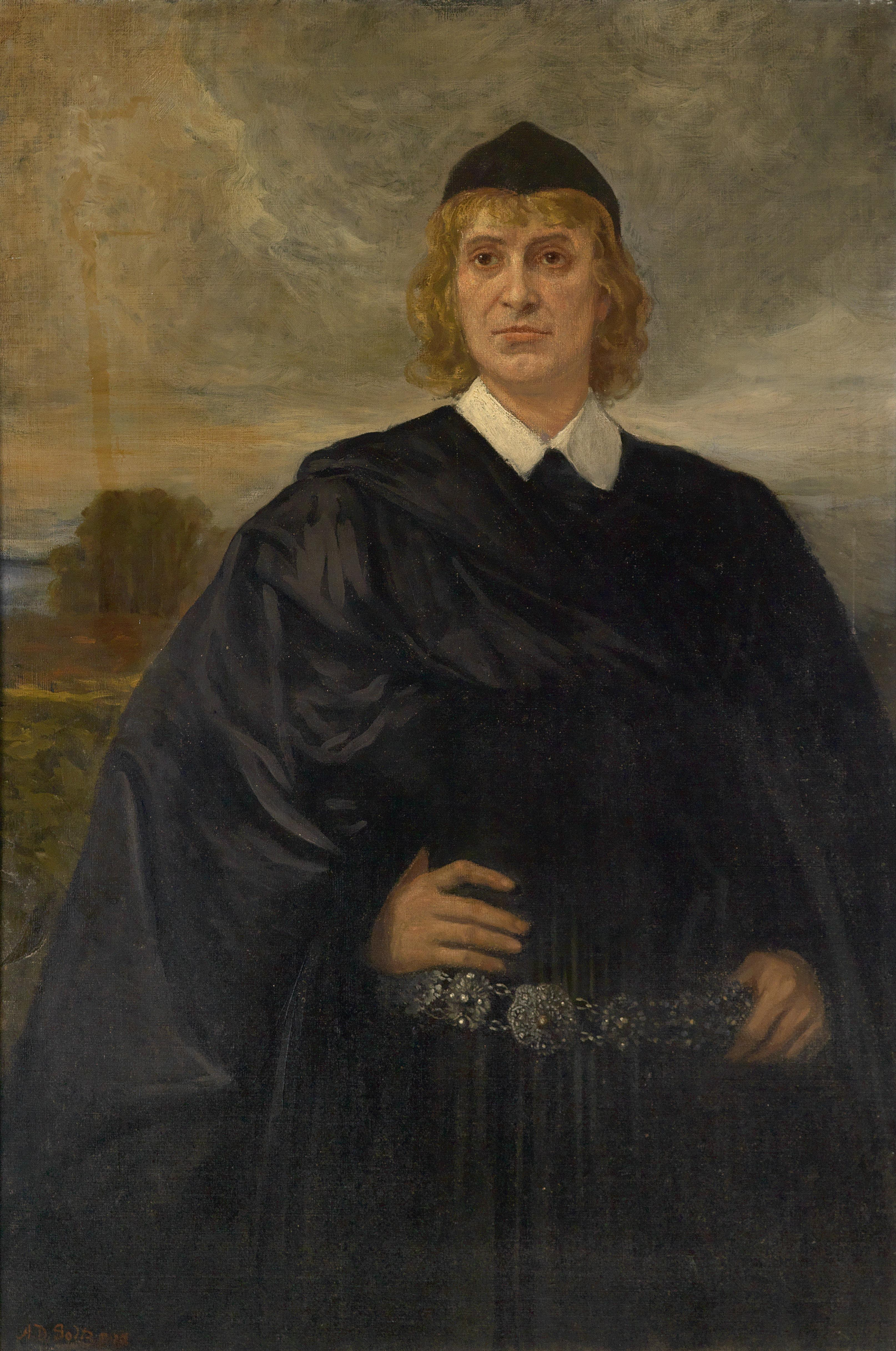
Alexander Demetrius Goltz: Burgschauspieler Josef Kainz in der Rolle des Torquato Tasso, 1910

„Heute früh sieben Uhr deutschen Zeigers hier angelangt, bereite ich mich, morgen wieder wegzugehen. Zum erstenmal überfällt mich eine Art von Unlust in dieser großen und schönen, flachgelegenen, entvölkerten Stadt. Dieselben Straßen belebte sonst ein glänzender Hof, hier wohnte Ariost unzufrieden, Tasso unglücklich, und wir glauben uns zu erbauen, wenn wir diese Stätte besuchen. Ariosts Grabmal enthält viel Marmor, schlecht ausgeteilt. Statt Tassos Gefängnis zeigen sie einen Holzstall oder Kohlengewölbe, wo er gewiß nicht aufbewahrt worden ist. Auch weiß im Hause kaum jemand mehr, was man will. Endlich besinnen sie sich um des Trinkgeldes willen. Es kommt mir vor, wie Doktor Luthers Tintenklecks, den der Kastellan von Zeit zu Zeit wieder auffrischt. Die meisten Reisenden haben doch etwas Handwerkspurschenartiges und sehen sich gern nach solchen Wahrzeichen um.“

„Darauf suchten wir das Freie und kamen nach einem großen Spaziergange auf S. Onofrio, wo Tasso in einem Winkel begraben liegt. Auf der Klosterbibliothek steht seine Büste. Das Gesicht ist von Wachs, und ich glaube gern, dass es über seinen Leichnam abgeformt ist. Nicht ganz scharf und hie und da verdorben, deutet es doch im ganzen mehr als irgendein anderes seiner Bildnisse auf einen talentvollen, zarten, feinen, in sich geschlossenen Mann“

„Was die Maske des Tasso betrifft, so hat es mit derselben folgende Bewandtnis. Er starb zu Rom, im Kloster St. Onofrio, wo man von seinem Gesicht nach dem Tod einen Abguss machte. Man setzte die Maske auf eine Büste, die noch in der Bibliothek benannten Klosters steht.“

„Ich hatte das Leben Tassos, ich hatte mein eigenes Leben, und indem ich zwei so wunderliche Figuren mit ihren Eigenheiten zusammenwarf, entstand in mir das Bild des Tasso, dem ich, als prosaischer Kontrast, den Antonio entgegenstellte, wozu es mir auch nicht an Vorbildern fehlte. Die weiteren Hof-, Lebens- und Liebesverhältnisse waren übrigens in Weimar wie in Ferrara, und ich kann mit Recht von meiner Darstellung sagen: sie ist Bein von meinem Bein und Fleisch von meinem Fleisch.“

„ich hatte in meinen letzten Bänden bey Göschen das Möglichste gethan, z. B. in meinen Tasso des Herzensblutes vielleicht mehr, als billig ist, transfundirt, und doch meldete mir dieser wackere Verleger, dessen Wort ich in Ehren halten muß: daß diese Ausgabe keinen sonderlichen Abgang habe.“

„Meine Iphigenie und mein Tasso sind mir gelungen, weil ich jung genug war, um mit meiner Sinnlichkeit das Ideelle des Stoffs durchdringen und beleben zu können.“

### Rezeption
- Caroline Herder schreibt:

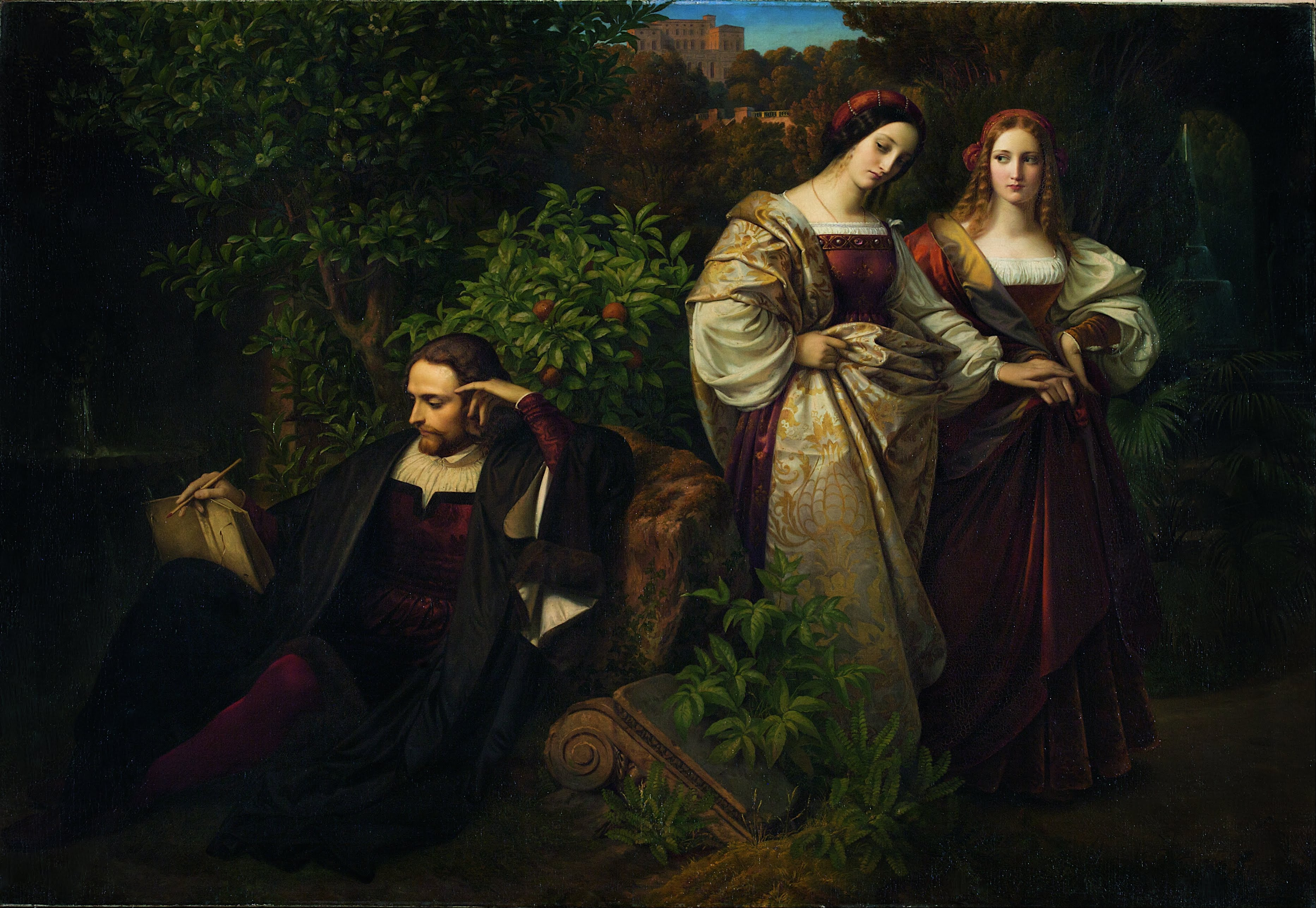
Torquato Tasso und die beiden Leonoren, Gemälde von Karl Ferdinand Sohn, 1839

Von diesem Stück [dem Tasso] sagte er [Goethe] mir im Vertrauen den eigentlichen Sinn. Es ist die Disproportion des Talents mit dem Leben.[8][9]
- Goethe erhält von Friedenthal[10] das höchste Lob für den kunstvollen Bau des Tasso.
- John Stuart Mill schreibt:
“The incidents of a dramatic poem may be scanty and ineffective, though the delineation of passion and character may be of the highest order; as in Goethe's glorious Torquato Tasso.”[11]
- Conrady[12] hebt die beinahe nicht zu übertreffende gebundene Rede der Dichtung hervor.
- Bertolt Brecht hingegen meint in seinem Aufsatz „Der regelmäßige Jambus im Drama“, mit Bezug ausdrücklich auf Goethes „Torquato Tasso“ als Beispiel:
„Selbst in Meisterhänden vergewaltigt der regelmäßig gebaute Jambus Sprache und Gestus.“[13]
- Conrady[14] charakterisiert den Tasso als makelloses Kunstwerk, dessen Teile innerlich harmonisch verknüpft sind.
- Wolfgang Koeppen schrieb zwischen 1978 und 1983 eine Geschichte mit dem Titel „Tasso oder die Disproportion“.[15]

## Literatur

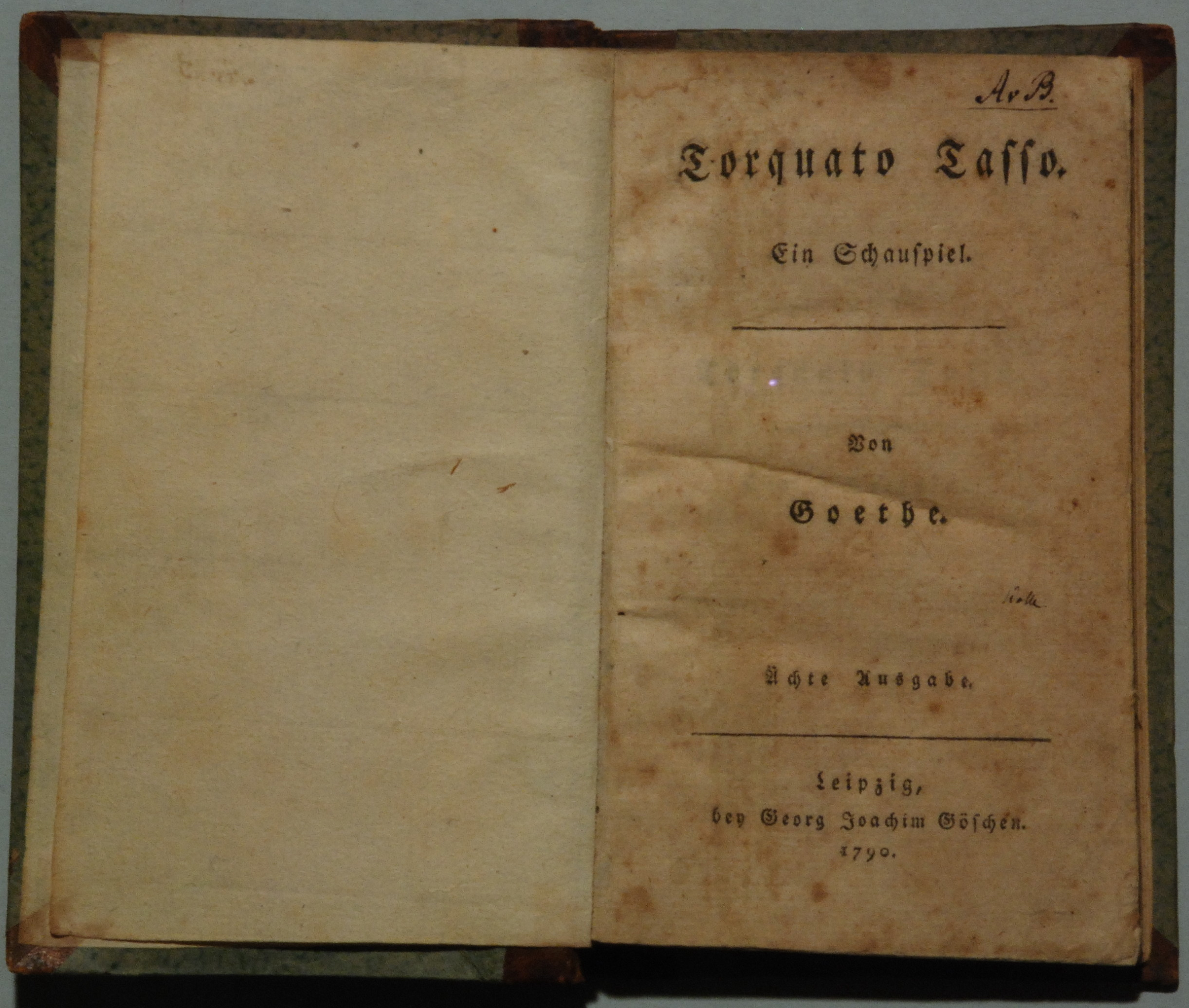
Titelblatt des Erstdruckes

### Werkausgaben
- Erstdruck: J. W. Goethe: Torquato Tasso. Ein Schauspiel. Aechte Ausgabe. Leipzig: G. J. Göschen 1790, 222 S. Digitalisat und Volltext im Deutschen Textarchiv
- Johann Wolfgang von Goethe: Torquato Tasso. Ein Schauspiel. Halle a/S.: Druck und Verlag von Otto Hendel 1886, 100 S.
- Johann Wolfgang von Goethe: Poetische Werke, Band 5, S. 611–697. Phaidon Verlag Essen 1999, ISBN 3-89350-448-6

### Sekundärliteratur
Geordnet nach dem Erscheinungsjahr
- Ludwig Eckardt: Vorlesungen über Goethe's Torquato Tasso. Vorgetragen in der Aula der Berner-Hochschule. Versuch eines litterarisch-ästhetischen Kommentars für Freunde des Dichters und höhere Lehranstalten. Chr. Fischer, Bern 1852. BSB München
- Richard Friedenthal: Goethe. Sein Leben und seine Zeit. München: Piper 1963. S. 344–348.
- Leo Kreutzer: Mein Gott Goethe. Reinbek: Rowohlt 1980
- Sven Aage Jørgensen, Klaus Bohnen, Per Øhrgaard: Aufklärung, Sturm und Drang, frühe Klassik 1740–1789. S. 502–504. In: Helmut de Boor (Hrsg.), Richard Newald (Hrsg.): Geschichte der deutschen Literatur, Band VI. München 1990, ISBN 3-406-34573-5
- Bernhard Greiner: „Mit meinen Augen hab ich es gesehn, / Das Urbild jeder Tugend, jeder Schöne.“ Das Schöne als Symbol des klassischen Theaters: Torquato Tasso. In: Euphorion. Zeitschrift für Literaturgeschichte 86 (1992). S. 171–187
- Nicholas Boyle: Goethe. Der Dichter in seiner Zeit. Bd. 1: 1749–1790. S. 702–726. München 1995, ISBN 3-406-39801-4
- Gero von Wilpert: Goethe-Lexikon (= Kröners Taschenausgabe. Band 407). Kröner, Stuttgart 1998, ISBN 3-520-40701-9, S. 1047–1048, 1079–1081.
- Karl Otto Conrady: Goethe – Leben und Werk. S. 476–486. Düsseldorf und Zürich 1999, ISBN 3-538-06638-8
- Jürgen Klein, "Der Weg zum Bremer Tasso: Torquato Tasso – Johann Wolfgang Goethe – Peter Stein", in: Flandziu. Halbjahresschrift für Literatur der Moderne, N. F. Jg. 12 (2020), Heft 1+2 (Doppelheft)

## Audiovisuelle Medien

### Fernsehspiele
- 1964: Torquato Tasso – Regie: Josef Gielen – Darsteller: Oskar Werner (Torquato Tasso), Erwin Linder (Alfons II., Herzog von Ferrara), Gisela Hessenbruch (Leonore von Este, Schwester des Herzogs), Susanne Korda (Leonore Sanvitale, Gräfin von Scandiano), Gert Westphal, (Antonio Montecatino, Staatssekretär).
- 1982: Torquato Tasso – Regie: Claus Peymann – Darsteller: Branko Samarovski (Torquato Tasso), Ulrich Pleitgen (Herzog von Ferrara), Barbara Nüsse (Leonore von Este), Kirsten Dene (Leonore Sanvitale), Martin Schwab (Antonio).
- 1984: Torquato Tasso – Regie: Friedo Solter – Deutsches Theater Berlin – Darsteller: Christian Grashof, Torquato Tasso u. a.

### Hörbücher
- J. W. Goethe: „Torquato Tasso“, in: Gustaf Gründgens, Theaterstücke, Bayerischer Rundfunk, 1950. www.die-audiothek.de Produktkatalog